# حكومة (الطفة)

تعديل مصدري - تعديل

الطفه ( الحكومة ) هي إحدى قرى عزلة الظفرين بمديرية الطفة التابعة لمحافظة البيضاء، بلغ تعداد سكانها 134 نسمة حسب تعداد اليمن لعام 2004.